# あの夏のあいまいME
- 東京スカパラダイスオーケストラ > あの夏のあいまいME
- SUPER EIGHT > あの夏のあいまいME

『あの夏のあいまいME』（あのなつのあいまいミー）は、東京スカパラダイスオーケストラの楽曲。2024年8月8日にcutting edgeから配信限定シングルとして配信リリースされた。ゲストボーカルはSUPER EIGHT。

## 概要
- 前作『一日花 feat.imase & 習志野高校吹奏楽部』から約1か月振りのリリース[5][6][7][8]。
- 東京スカパラダイスオーケストラがデビュー35周年を記念し、「"NO BORDER" 3部作」と銘打った3か月連続リリース企画の第2弾[5][6][7][8]。
- 本曲のゲストボーカルはSUPER EIGHTが担当[4][5][6][7]。
  - 東京スカパラダイスオーケストラとSUPER EIGHTは、SUPER EIGHT[注 1]のベスト・アルバム『GR8EST』に収録された「無責任ヒーロー jam with 東京スカパラダイスオーケストラ」に編曲やホーンアレンジ、演奏で参加したことをきっかけに、ライブでのコラボレーションやテレビでの共演など、互いに交流を深めており、本曲のリリースも2024年6月に開催されたSUPER EIGHTが主催の音楽フェスティバル『EIGHT-JAM FES』での共演時に発表された[4][5][6][7][9]。
  - 本曲で作詞を務めた谷中敦は「無責任ヒーロー」のミュージック・ビデオの撮影時に「（SUPER EIGHTの）皆さんの人柄に触れてスカパラ一同感激した」とコメントしている[4][5][6][7]。
  - また、本曲のリリースの発表後も、SUPER EIGHTのアルバム『SUPER EIGHT』にて「オモイダマ jam with 東京スカパラダイスオーケストラ」が収録[10][11]、スカパラのアルバム『35』にて「メモリー・バンド feat.SUPER EIGHT」が収録[12][13]、スカパラのデビュー35周年記念ライブ『スカパラ甲子園』にSUPER EIGHTが出演[14][15][16][17]など、さらに交流を深めている。
- 本曲は、青く切ない男心を描き、GAMOやSUPER EIGHTのメンバーによるラップパートもありつつ、「クール」や「コミカル」といった、スカパラとSUPER EIGHTの様々な面を表現したダンスナンバーとなっている[18][19][20][12][16][13][17]。
- 本曲は、ゲストボーカルであるSUPER EIGHTにちなみ、「エイトの日」とされる「8月8日」にリリースされた[7][9][20][16][17]。
- 本曲のアーティスト写真は、スカパラとSUPER EIGHTのメンバーの総勢14人がビビッドなピンク色のスーツに身を包んだ写真となっており、2組の仲の良さが垣間見えるものになっている[21][18][19][22]。
- 本曲のジャケット写真は、スピード感ある崩れかけたアイスクリームの残像によって「がむしゃらな男子が前に向かって突き進んでいく様」を表現したアートワークになっている[21][18][19][22]。
- 本曲は南海放送『ビーンズ morning』の2024年9月度エンディングテーマとしても起用された[23]。
- 本曲をライブなどでスカパラのみで披露する際は、スカパラのメンバーで歌い分けて披露している[24]。

## 制作

### 作詞・作曲
作詞を務めた谷中は、「スカパラメンバー全員が、思う存分SUPER EIGHTの皆さんへの愛を込めて、楽曲を制作しました」とコメントしており、歌詞を書いている間は常にSUPER EIGHTの横山裕・村上信五・丸山隆平・安田章大・大倉忠義の顔を浮かべながら、「楽しく猛スピードで仕上げていった」という。また、谷中が考える「アイドル感」を出したといい、SUPER EIGHTのファンにも一緒に遊んでもらえる曲にしたかったため、ツッコミどころも作ったという。
本曲のモチーフ自体は以前からあり、何度も選曲会議に出ていたが、「どうやってスカパラのサウンドに落とし込めばいいんだろう？」とずっと悩んでいたという。しかし、SUPER EIGHTとのコラボが決まった時に、加藤がこの曲が良いのではないかと閃いたといい、そこから他のメンバーも「そうか、これ5人で歌えばいいんだ」と思った瞬間に曲の構成がすぐに降りてきたという。そのため、加藤は「このコラボがなかったら世に出ていなかったかもしれない曲」と語っている。
特に「Ah 限りなく 遠く感じた」の部分のメロディは、SUPER EIGHTとのコラボレーションが決まった後に、NARGOが加藤に「もうちょっとみんなで歌える感じのサビないかな？」と頼んで付け足されたという。

### レコーディング
本曲のSUPER EIGHTのレコーディングの際に、スカパラのメンバーがほぼ全員立ち会っており、歌のアドバイスや激励をしていたという。

### コラボレーション
SUPER EIGHTの安田は、名だたるアーティストがスカパラのボーカリストとして参加している中で、SUPER EIGHTもいつか参加することが一つの目標であり、コラボの話が決まった時に飛び上がるくらい嬉しかったという。安田いわくスカパラはデビュー以来多難な道を歩んできたグループであり、SUPER EIGHTも多難な道のりだったため、その部分でも共感していたという。

## プロモーション
- 2024年6月23日、SUPER EIGHTが主催の音楽フェスティバル『EIGHT-JAM FES』に東京スカパラダイスオーケストラが出演し、SUPER EIGHTとの共演時に「"NO BORDER" 3部作」第2弾のゲストボーカルがSUPER EIGHTであることおよび本曲のリリースが発表された[4][5][6][7][9]。
- 同年7月25日、TOKYO FM『THE TRAD』にて本曲がラジオ初オンエアされた[28]。
- 同年8月1日、本曲のアーティスト写真とジャケット写真、ミュージック・ビデオのティザー映像の第1弾が公開された[21][18][19][22]。
- 同年8月7日、本曲のMVのティザー映像の第2弾が公開された[29]。
- 同年8月8日、「エイトの日」に本曲を配信限定シングルとして配信リリースされ、本曲のMVも公開された[4][5][6][7][9]。
  - なお、同日にはスカパラのデビュー35周年記念ライブ『スカパラ甲子園』にSUPER EIGHTが出演することや[14][15][16][17]、スカパラのアルバム『35』に本曲と「メモリー・バンド feat.SUPER EIGHT」が収録されることも発表されていた[12][13]。
- 同年8月12日、本曲のMVのメイキング映像が公開された[30]。
- 同年8月16日、テレビ朝日系『ミュージックステーション』にて、本曲がテレビ初披露された[31]。さらに、MVのメイキング映像も公開された[32]。
- 同年8月27日、南海放送『ビーンズ morning』の2024年9月度エンディングテーマとして本曲が起用されたことが発表された[23]。
- 同年10月23日、24thアルバム『35』に本曲が収録され、CDに初収録された[12][13]。

## ミュージック・ビデオ
- 本曲の配信日である2024年8月8日にミュージック・ビデオが公開された[20][12][16][13][17]。
  - 同年8月1日と7日には同MVのティザー映像が公開されていた[21][18][19][22][29]。
- 同MVでは、デビュー35年目のスカパラのメンバーが初めてMVでダンスに挑戦しており、SUPER EIGHTのメンバーと総勢14人のダンスシーンを披露した[20][12][16][13][17]。
- 振付はSUPER EIGHTと『EIGHT-JAM』（テレビ朝日系列）で共演経験のある振付稼業air:manが担当[33]。

## チャート成績
- オリコンチャート
  - 初日2,097ダウンロードを記録し、2024年8月8日付の「オリコンデイリー デジタルシングル（単曲）ランキング」で初登場2位を獲得した[1]。
  - 初週3,036ダウンロードを記録し、2024年8月19日付の「オリコン週間 デジタルシングル（単曲）ランキング」で週間13位を獲得した[2]。
- Billboard JAPAN
  - 2024年8月14日公開の「Billboard Japan Download Songs」で週間15位を獲得した[3]。

## 収録曲
1. あの夏のあいまいME feat.SUPER EIGHT - [3:53]
作詞：谷中敦
作曲：NARGO
編曲：東京スカパラダイスオーケストラ
  - ゲストボーカルとしてSUPER EIGHTが参加している[4][5][6][7]。
  - 南海放送『ビーンズ morning』2024年9月度エンディングテーマ[23]

## 収録作品

### アルバム
- 24thアルバム『35』
- 6thベストアルバム『NO BORDER HITS 2025→2001 〜ベスト・オブ・東京スカパラダイスオーケストラ〜』

### 映像作品

#### ライブ映像
- 6thベストアルバム『NO BORDER HITS 2025→2001 〜ベスト・オブ・東京スカパラダイスオーケストラ〜』(CD+Blu-ray盤・CD+DVD盤・ファンクラブ限定盤 特典Blu-ray/DVD)

#### ミュージック・ビデオ
- 24thアルバム『35』(CD+DVD盤・CD+Blu-ray盤・ファンクラブ限定盤 特典DVD/Blu-ray)
- 6thベストアルバム『NO BORDER HITS 2025→2001 〜ベスト・オブ・東京スカパラダイスオーケストラ〜』(ファンクラブ限定盤 特典Blu-ray)

## テレビ歌唱
- ミュージックステーション（2024年8月16日、テレビ朝日）[31]
- MUSIC FAIR（2024年8月17日、フジテレビ）[34]